# Sherard Osborn Island
Sherard Osborn Island är en ö i Kanada.   Den ligger i territoriet Nunavut, i den norra delen av landet, 3 600 km nordväst om huvudstaden Ottawa. Arean är 50 kvadratkilometer.
Terrängen på Sherard Osborn Island är platt. Öns högsta punkt är 142 meter över havet. Den sträcker sig 9,4 kilometer i nord-sydlig riktning, och 13,0 kilometer i öst-västlig riktning.